# スタントン駅
スタントン駅（英語：Staunton Station） は、バージニア州スタントン ミドルブルック・アヴェニュー1にある駅。当駅にはトイレとベンチがあるが、切符は購入できない。 ホームは昔から使用しているが、昔の駅舎はレストランになっている。

## 利用可能な鉄道路線／列車
アムトラックの停車する列車は下記の通り。
シカゴとワシントン間の夜行長距離列車カーディナル号…週3往復停車